# Nedra Sandtjärnen
Nedra Sandtjärnen är en sjö i Lindesbergs kommun i Västmanland och ingår i Norrströms huvudavrinningsområde. Sjön har en area på 0,0609 kvadratkilometer och ligger 206 meter över havet. Sjön avvattnas av vattendraget Sandån.

## Delavrinningsområde
Nedra Sandtjärnen ingår i det delavrinningsområde (663715-147520) som SMHI kallar för Mynnar i Sverkestaån. Medelhöjden är 248 meter över havet och ytan är 51,54 kvadratkilometer. Det finns inga avrinningsområden uppströms utan avrinningsområdet är högsta punkten. Sandån som avvattnar avrinningsområdet har biflödesordning 4, vilket innebär att vattnet flödar genom totalt 4 vattendrag innan det når havet efter 228 kilometer. Avrinningsområdet består mestadels av skog (82 procent). Avrinningsområdet har 1,58 kvadratkilometer vattenytor vilket ger det en sjöprocent på 3,1 procent.